# Zlatko Dević
Zlatko Dević (Kiseljak, 1955.), hrv. bh. slikar.

## Životopis
Rođen je u Kiseljaku. U Sarajevu je završio srednju školu primijenjenih umjetnosti i Akademiju likovnih umjetnosti. Slika tehnikom akvarela i dr. Od 1982. godine član je ULUBiH-a. Radio je kao nastavnik likovne kulture u OŠ Kiseljak i OŠ Gromiljak sve do mirovine. Izlagao na samostalnim i skupnim izložbama diljem regije. Nagrađivan za rad u slikarstvu i za uspjehe u pedagoškom radu.